# Коутс, Энн В.
Энн В. Ко́утс (англ. Anne V. Coates; 12 декабря 1925, Рейгейт, Англия — 8 мая 2018[…], Вудленд-Хиллз, Калифорния) — британо-американский киномонтажёр.

## Биография
Энн Воэйс Коутс родилась 12 декабря 1925 года в английском городке Райгит. Отец — Лоренс Калверт Коулс, майор; мать — Кэтлин Воэйс (до замужества — Рэнк). До 1937 года родители развелись. Сначала училась в местной школе, потом в школе городка Хорли, колледж окончила в городке Броудстейрс. После окончания учёбы работала медсестрой в новаторской клинике пластической хирургии Арчибальда Макиндо в городке Ист-Гринстед.
Начала кинематографическую карьеру в середине 1940-х годов, работая над религиозными фильмами (занималась проекцией, звуком и монтажом короткометражных фильмов, которые отправлялись в церкви по выходным). В 1947 году начала, преувеличив свой опыт, работать ассистентом киномонтажёра на киностудии Pinewood Studios, с 1952 года стала полноценным самостоятельным монтажёром.
В 1986 году переехала в США и больше на родину никогда не возвращалась. Была членом Американской ассоциации монтажёров. В 2012 году Гильдия киномонтажёров составила список «75 мировых фильмов с лучшим монтажом», охватывающий ленты с 1924 по 2011 год. Работы Коутс заняли в этом списке 7-е и 53-е места. В профессиональной копилке Коутс картины самых разнообразных жанров: военные, боевики, комедийные, семейные, драматические и прочие.
Коутс работала до глубокой старости: последний её фильм, «Пятьдесят оттенков серого», вышел на экраны в 2015 году, когда ей было уже 89 лет. Скончалась 8 мая 2018 года в районе Вудленд-Хиллз города Лос-Анджелес (штат Калифорния, США).

### Семья
Коутс была племянницей известного промышленника и основателя конгломерата Rank Organisation Джозефа Артура Рэнка (1888—1972). Брат — продюсер Джон Коутс (1927—2012).
В 1958 году Коутс вышла замуж за режиссёра Дугласа Хикокса (1929—1988). Пара прожила вместе немало лет, но затем последовал развод. От брака остались трое детей:
- Энтони (род. 1959) — стал режиссёром, актёром, сценаристом и продюсером[15].
- Эмма[англ.] (род. 1964) — стала, как и мать, киномонтажёром[16].
- Джеймс (род. 1965) — стал режиссёром, актёром, сценаристом и монтажёром[17].

## Основные награды
С полным списком кинематографических наград и номинаций Энн В. Коутс можно ознакомиться на сайте IMDb
- 1963 — «Оскар» в категории «Лучший монтаж» за фильм «Лоуренс Аравийский»[5].
- 1995 — Премия Американской ассоциации монтажёров — «Награда за карьерные достижения».
- 1997 — Women in Film Crystal + Lucy Awards в категории «Международная награда».
- 2007 — BAFTA в категори Fellowship Award[18].
- 2017 — «Оскар» в категории «За выдающиеся заслуги» (второй, после Маргарет Бут, монтажёр в истории, получивший эту награду)[19].

## Избранная фильмография

### Монтажёр
В титрах не указана
- 1947 — Конец реки[англ.] / The End of the River — второй монтажёр
- 1948 — Красные башмачки / The Red Shoes — второй монтажёр
- 1949 — История мистера Полли[англ.] / The History of Mr. Polly — ассистент монтажёра
- 1949 — Никакого выбора без мучения[англ.] / The Chiltern Hundreds — ассистент монтажёра
- 1949 — Победитель на деревянной лошадке[англ.] / The Rocking Horse Winner — ассистент монтажёра
- 1952 — История Робин Гуда[англ.] / The Story of Robin Hood — assembly cutter

В титрах указана
- 1952 — Записки Пиквикского клуба[англ.] / The Pickwick Papers
- 1954 — Запретный груз[англ.] / Forbidden Cargo
- 1955 — В Париж с любовью[англ.] / To Paris with Love
- 1956 — Потерянный[англ.] / Lost
- 1957 — Правда о женщинах / The Truth About Women
- 1958 — Устами художника / The Horse's Mouth
- 1960 — Мелодии славы[англ.] / Tunes of Glory
- 1961 — Можно входить без стука[англ.] / Don't Bother to Knock
- 1962 — Лоуренс Аравийский / Lawrence of Arabia[20]
- 1964 — Бекет / Becket
- 1965 — Юный Кэссиди[англ.] / Young Cassidy
- 1965 — Воздушные приключения / Those Magnificent Men in Their Flying Machines
- 1966 — Отель «Парадизо»[англ.] / Hotel Paradiso
- 1968 — Пушка Бофора[англ.] / The Bofors Gun[21]
- 1968 — Екатерина Великая / Great Catherine
- 1970 — Искатели приключений[англ.] / The Adventurers
- 1971 — Друзья[англ.] / Friends
- 1972 — Следуй за мной![англ.] / Follow Me!
- 1972 — Война детей[англ.] / A War of Children
- 1973 — Наследие нации[англ.] / Bequest to the Nation
- 1973 — Католики[англ.] / Catholics
- 1974 — Похитители бриллиантов[англ.] / 11 Harrowhouse
- 1974 — Убийство в «Восточном экспрессе» / Murder on the Orient Express
- 1975 — Человек по имени Пятница[англ.] / Man Friday
- 1976 — Асы в небе / Aces High
- 1976 — Орёл приземлился / The Eagle Has Landed
- 1978 — Наследие / The Legacy
- 1978 — Прикосновение медузы / The Medusa Touch — главный монтажёр
- 1980 — Человек-слон / The Elephant Man
- 1981 — Меч Бусидо / The Bushido Blade — руководитель монтажа
- 1981 — Рэгтайм / Ragtime — монтажёр версии для Великобритании
- 1983 — Пираты Пензанса[англ.] / The Pirates of Penzance
- 1984 — Грейстоук: Легенда о Тарзане, повелителе обезьян / Greystoke: The Legend of Tarzan, Lord of the Apes
- 1986 — Леди Джейн / Lady Jane
- 1986 — Без компромиссов / Raw Deal
- 1987 — Властелины вселенной / Masters of the Universe
- 1989 — Прощание с королём / Farewell to the King
- 1989 — Слушай меня[англ.] / Listen to Me
- 1990 — Я люблю тебя до смерти / I Love You to Death
- 1991 — А как же Боб? / What About Bob?
- 1992 — Чаплин / Chaplin
- 1993 — На линии огня / In the Line of Fire
- 1994 — Луна Понтиак / Pontiac Moon
- 1995 — Конго / Congo
- 1996 — Стриптиз / Striptease
- 1997 — В открытом море / Out to Sea
- 1998 — Вне поля зрения / Out of Sight
- 2000 — Взрыв[англ.] / Fail Safe — консультант по монтажу
- 2000 — Две жизни[англ.] / Passion of Mind
- 2000 — Эрин Брокович / Erin Brockovich
- 2001 — Сладкий ноябрь / Sweet November
- 2002 — Неверная / Unfaithful
- 2004 — Забирая жизни / Taking Lives
- 2006 — Кошки-мышки / Catch and Release
- 2007 — Золотой компас / The Golden Compass
- 2010 — Крайние меры / Extraordinary Measures
- 2015 — Пятьдесят оттенков серого / Fifty Shades of Grey

### Прочее
- 1978 — Прикосновение медузы / The Medusa Touch — продюсер
- 2004 — Авиатор / The Aviator — актриса, без указания в титрах исполнила роль киномонтажёра Говарда Хьюза